# Arthur O’Hara Wood
Arthur O’Hara Wood (* 1890 in Melbourne; † 6. Oktober 1918 über Saint-Quentin, Frankreich) war ein australischer Tennisspieler.
Arthur O’Hara Wood war der ältere von zwei tennisspielenden Brüdern, die in einer sportinteressierten Familie aufwuchsen. Sein jüngerer Bruder ist Pat O’Hara Wood (1891–1961). Ihr Vater John James O’Hara Wood war Anwalt und ermunterte die Brüder zum Tennisspielen. Beide wurden gute Spieler und gewannen einige Einzeltitel bei den Australischen Tennismeisterschaften. Im Jahr 1914 gewann er die Australischen Tennismeisterschaften. Im Finale besiegte er seinen Landsmann Gerald Patterson in drei Sätzen (6:4, 6:3, 5:7, 6:1). In der Doppelkonkurrenz verlor er in diesem Jahr mit seinem Partner Rodney Heath gegen Ashley Campbell und Gerald Patterson 7:5, 3:6, 6:3, 6:3. Während des Ersten Weltkriegs diente Arthur in der Royal Air Force in Europa. Er wurde Anfang Oktober 1918 über Saint-Quentin in Frankreich abgeschossen und starb. Sein Bruder Pat kehrte nach seinem Dienst in australischen Armeeverbänden in Europa nach Australien zurück und konnte seine erfolgreiche Tenniskarriere fortsetzen.
| Personendaten    | Personendaten               |
| ---------------- | --------------------------- |
| NAME             | O’Hara Wood, Arthur         |
| KURZBESCHREIBUNG | australischer Tennisspieler |
| GEBURTSDATUM     | 1890                        |
| GEBURTSORT       | Melbourne, Australien       |
| STERBEDATUM      | 6. Oktober 1918             |
| STERBEORT        | Saint-Quentin, Frankreich   |